# Orophosaurus
Orophosaurus es un género dudoso de plesiosaurio elasmosáurido del Cretácico superior que vivió en lo que hoy es Nuevo México.

## Taxonomía
Orophosaurus se conoce solo de la especie tipo, O. pauciporus, que se basa en AMNH 5692 (porciones de tres vértebras cervicales). El holotipo se encontró en la Formación Fox Hills del Cretácico Superior de la cuenca de San Juan en Nuevo México. Welles (1962) consideró a Orophosaurus como un nomen vanum debido a la naturaleza muy fragmentaria del holotipo.